# 滕汝骏
滕汝骏（1946年—2023年9月13日），中国大陆影视演员。

## 生平
1946年出生於河北省承德市，1969年毕业于中央戏剧学院表演系，后进入承德话剧团。1984年回校任教。1999年凭借电影《那山、那人、那狗》获得中国电影金鸡奖最佳男主角。2005年从学校退休。
2023年9月13日上午在北京辭世，享壽77歲。